# Pempeliella
Pempeliella is een geslacht van vlinders van de familie snuitmotten (Pyralidae).

## Soorten
- P. alibotuschella (Drenowski, 1932)
- P. ardosiella (Ragonot, 1887)
- P. aurorella (Christoph, 1867)
- P. bayassensis Leraut, 2001
- P. enderleini (Rebel, 1934)
- P. macedoniella (Ragonot, 1887)
- P. malacella (Staudinger, 1870)
- P. matilella Leraut, 2001
- P. ornatella - Tijmlichtmot Denis & Schiffermüller, 1775
- P. sororculella (Ragonot, 1887)
- P. sororiella Zeller, 1839